# Glycerol

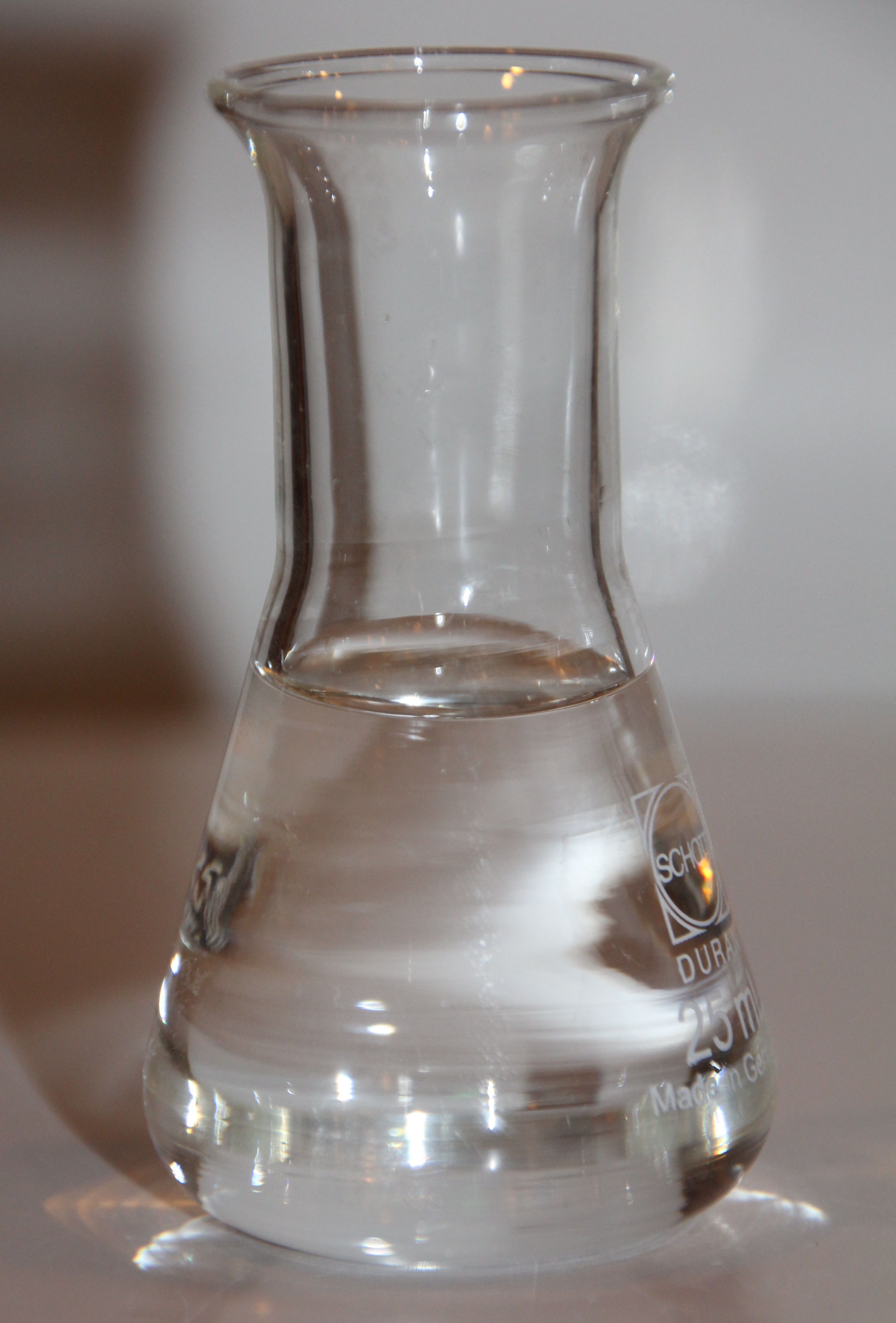
Propantriol

Glycerol, även känt som glycerin eller propantriol, är ett kemiskt ämne med strukturformel CH2OH–CHOH–CH2OH och utgör den enklaste trevärda alkoholen. Glycerol är en söt, trögflytande, färg- och luktlös vätska. Ämnet syntetiserades första gången 1779 av Carl Wilhelm Scheele.
Glycerol ingår i alla fetter i form av estrar med fettsyror (högre karboxylsyror med minst åtta kolatomer). I fetter (triglycerider eller triacylglyceroler) är alla tre OH-grupperna förestrade. Föreningar med endast en karboxylsyra bunden till glycerol sägs analogt vara monoglycerider och föreningar med två diglycerider. Glycerols ester med salpetersyra kallas nitroglycerin.
Många användningsområden utnyttjar ämnets höga viskositet. Glycerol används i många hudkrämer och dylikt som konsistensgivare och ibland också i tvål, ofta då kallad glycerintvål. I vissa visarinstrument, som används i vibrerande miljö, används glycerol som dämpare av visaren. Ett annat användningsområde är som tillsats till såpvatten, i syfte att göra såpbubblor mer hållbara. Ämnet har E-nummer E422.
Glycerol rekommenderas som lämpligt vårdmedel för gummi, till exempel gummistövlars ytskikt. Glycerol finns också i vissa munvatten, då det har en bakteriehämmande effekt och tränger igenom biofilm.